# 매드클라운
매드 클라운(Mad Clown, 본명: 조동림, 1985년 3월 25일~)은 미국의 래퍼이다. 미국 콜로라도 유학까지 모두 접고 시카고를 떠나 홀로 대한민국의 서울로 온 그는 2006년 2월 3일 더 콰이엇의 곡 《Interlude(feat. Mad Clown)》로 데뷔했다.

## 학력
- 미국 콜로라도 주립대학교 (사회학과 / 중퇴)
- 대한민국 서울 소재 성공회대학교 사회융합자율학부 (사회학 / 학사)

## 생애
과거 소울 컴퍼니 소속으로 소울 컴퍼니 해체 후 오버데뷔 소속사는 스타쉽 엑스였다. 현재는 어베인뮤직 소속으로 나와있다. Mad Clown vs Crucial Star (매드 클라운 vs 크루셜 스타)라는 프로젝트 그룹으로 크루셜 스타와 함께 활동하기도 하였으며, 2013년부터는 MC인 저스디스와 팀을 이루어 랩 듀오 커먼콜드로 활동하고 있다. 또한 Mnet 《Show Me The Money 2》에서 참가자로 참가하여 큰 화제를 모았으며, 덕분에 2013년 7월에 그의 첫 EP Anything Goes의 500장 재발매가 진행되었고 재발매 물량도 완판되어 추가 제작에 들어갔다.
《Show Me The Money 5》에서는 길 & 매드 클라운 팀으로 프로듀서로 출연하였으며, 2016년 4월, 소속사와 자신의 SNS를 통해 2016년 5월 15일, 일반인 여자친구와의 결혼을 공식 발표하였다. 2018년 5월 26일, 다니엘 (Daniel)이라는 또 다른 예명으로 딜라의 《자리》라는 곡에 피처링으로 참여하였다.

## 디스코그래픽

### 솔로 앨범
- 2008년 10월 22일 - 디지털 싱글 Luv Sickness
- 2011년 11월 4일 - EP Anything Goes
- 2013년 9월 10일 - 디지털 싱글 착해 빠졌어 (Stupid In Love) (with 소유)
- 2014년 4월 4일 - EP 표독
- 2015년 1월 9일 - EP Piece of Mine
- 2015년 11월 19일 - 디지털 싱글 못 먹는 감 (with San E)
- 2016년 2월 18일 - 디지털 싱글 만화처럼 (with Brother Su)
- 2016년 6월 8일 - 디지털 싱글 h.ear your colors
- 2017년 2월 3일 - 디지털 싱글 우리집을 못 찾겠군요 (feat. 볼빨간사춘기)
- 마미손 - ( 2018년 11월 10일 - 디지털 싱글 소년점프 (feat. 배기성) )
- 마미손 - ( 2019년 - 디지털 싱글 Noise (with Wonstein, Zior Park, 김승민) )

### 랩, 작사, 작곡 및 프로듀싱
- 매드 클라운(Mad Clown), 크루셜 스타(Crucial Star) - 'Mad Clown VS Crucial Star (Digital Single)' - 〈죽 먹었어?!(Solo Mad Clown)〉, 〈이별은(feat. DC)〉
- 소울컴퍼니 - 'The Amazing Mixtape' - 〈The Amazing (Flip)〉
- 더 콰이엇 - Q Train - "Interlude" (feat. Mad Clown)
- 소울 컴퍼니 - Official Bootleg Vol.2 - "Mad Clown", 〈새벽에 쓴 일기〉, "Tuff Enuff"
- 로퀜스 - Crucial Moment - 〈늙은 창녀의 노래 (feat. Mad Clown)〉
- 더 콰이엇 - BACK ON THE BEATS - 〈선택받은 자 Remix (feat. Swings & Mad Clown)〉
- 랍티미스트 - Mind-Expander - 〈이빨 (Feat. Mad Clown)〉
- VON - Cream - 〈내 아이팟 (Feat. 베이식, Pento, Mad Clown & 어니)〉
- 콤마 - Beats Rhymes and Life - 〈F.U.C.K. (Interlude) (feat. Mad Clown)〉
- 랍티미스트 - Beatape Amazing Gift - 〈비켜 (feat. Mad Clown)〉
- 소리헤다 - 소리헤다 - 〈별이 빛나는 밤에 (Feat. Mad Clown)〉, 〈Let It Go (Feat. Mad Clown)〉
- 이비아 - Must Have - 〈소녀의 순정 (Feat. Mad Clown)〉
- Minos In Nuol - Oh My God Remix - 〈Oh, My God (Remix 2) (Feat. Mad Clown, Crucial Star, 유수)〉
- 소울컴퍼니 - People's Radio - 〈People's Radio (Feat. The Quiett, Jerry. K, B-Free & Mad Clown)〉
- Lastarr EP 축전 번개송
- 자작곡 - 〈깔아〉, 〈죽염〉
- 소유X매드클라운 - '착해 빠졌어 (Stupid in love)'
- 효린 (씨스타) - LOVE & HATE - 〈스토커 (Feat. Mad Clown)〉
- 매드클라운, 요조 - 하이스쿨 : 러브온 OST - 〈쇼콜라 체리밤〉
- 스타쉽 플래닛 - Starship Planet 2014 (스타쉽플래닛) - 〈Love Is You〉
- 멜로디데이 - 겁나 - 〈겁나 (Feat. Mad Clown)〉
- 러버소울 - Life - 〈Life (Feat. Mad Clown)〉
- 스윙스 - 감정기복 II Part. 2 : 강박증 (Obsessive Compulsive Disorder) - 〈Gravity (Feat. Mad Clown, GIRIBOY)〉
- 다비치 - 두사랑 - 〈두사랑 (Feat. Mad Clown)〉
- 씨스타 - SHAKE IT - 〈나쁜놈 (Feat. Mad Clown)〉
- 기리보이 & 매드 클라운 & 주영 -  NO.MERCY (노머시) Part.3 - 〈0 (YOUNG) (Feat. 노머시)〉
- 주영 - 3 - 〈Downtown Love (Feat. Mad Clown & Whale)〉
- 스타쉽 플래닛 - STARSHIP PLANET 2015 (스타쉽플래닛) - 〈사르르 (Softly)〉
- 매드클라운, 김나영 - 태양의 후예 OST - 〈다시 너를〉
- 길, 매드클라운 - Show Me The Money 5 음원 미션 - 〈무궁화 (boi B l, Donut man, #gun)〉
- 육지담 - 〈빰빰해 (Prod. by Gill)(Feat. Gill, Mad Clown, 길조카들)〉

## 출연 작품

### 방송
- 2013년 Mnet 《Show Me The Money 2》 - 참가자(3위)
- 2015년 JTBC 《투유 프로젝트 - 슈가맨》 게스트 (With 하니, 소진, 존박)
- 2016년 Mnet 《Show Me The Money 5》 - 프로듀서
- 2017년 Mnet 《고등래퍼》 - 프로듀서
- 2019년 Mnet 《Show Me The Money 8》 -  프로듀서 (40 크루)
- 2021년 ~ 2022년 TV조선 《부캐전성시대》 - 고정출연
- 2022년 TV조선 《아바드림》 - 고정출연 (드림캐처)

### 영화
- 2018년 《변산》 - 심사위원 역 (특별출연)
- 2023년 《너와 나》 - 지혜의 남자 친구 역 (특별출연)

## 수상

### 가요 프로그램 1위
| 연도            | 수상 내역 (총 5회) |
| --------------- | --- |
| 2013년 (총 1회) | - 착해 빠졌어(With 소유 Of 씨스타) (총 1회) - 9월 28일 MBC 《쇼음악중심》 1위                                                                                 |
| 2014년 (총 1회) | - 견딜만해(With 효린 Of 씨스타) (총 1회) - 4월 16일 MBC MUSIC 《쇼챔피언》 챔피언송                                                                           |
| 2015년 (총 3회) | - 화(With 진실 Of 매드 소울 차일드) (총 3회) - 1월 25일 SBS 《인기가요》 1위 - 1월 28일 MBC MUSIC 《쇼챔피언》 챔피언송 - 1월 29일 M.net 《엠카운트다운》 1위 |